# Dolly! (serie de televisión)
Dolly! fue un show de variedades emitido en la televisión norteamericana durante 1976.
A mediados de los '70s, Parton aprovechó su vínculo con Bill Graham, presidente de Show Biz, Inc., la compañía que produjo The Porter Wagoner Show (ciclo de música country dónde Dolly trabajó durante siete años como coanfitriona y cantante), que dio nacimiento a su propio programa en la TV Sindicada.
El show contaba con una inversión de $85.000 dólares por episodio. Un gran número de estrellas desfilaron por él, incluyendo a personalidades de la talla de Karen Black, Tom T. Hall, Emmylou Harris, Captain Kangaroo, Ronnie Milsap, Anne Murray, Linda Ronstadt, y Anson Williams, entre otros. Debido al estrés que sufrió Parton, pidió rescindir su contrato,por lo que el programa sólo tuvo una temporada.
El 27 de febrero de 2007, se lanzó a la venta en DVD algunos de los capítulos de Dolly!,bajo el título de Dolly Parton And Friends (Dolly y amigos), que incluía seis episodios, incluyendo el episodio en el que aparecen Emmylou Harris y Linda Ronstadt, y otro en el que participa Kenny Rogers.
Temporada 1: 1976
| Episodio # | Título especial  | Fecha de emisión       | Invitados |
| ---------- | ---------------- | ---------------------- | --------- |
| 1          |                  | 1.º de febrero de 1976 |           |
| 2          |                  | 8 de febrero de 1976   |           |
| 3          | Chuck Woolery    | 15 de febrero de 1976  |           |
| 4          |                  | 22 de febrero de 1976  |           |
| 5          |                  | 1.º de marzo de 1976   |           |
| 6          | Dolly and Family | 7 de marzo de 1976     |           |
| 7          |                  | 14 de marzo de 1976    |           |
| 8          |                  | 21 de marzo de 1976    |           |
| 9          |                  | 28 de marzo de 1976    |           |
| 10         |                  | 4 de abril de 1976     |           |
| 11         |                  | 11 de abril de 1976    |           |
| 12         |                  | 18 de abril de 1976    |           |
| 13         |                  | 25 de abril de 1976    |           |
| 14         |                  | 2 de mayo de 1976      |           |
| 15         |                  | 9 de mayo de 1976      |           |
| 16         |                  | 16 de mayo de 1976     |           |
| 17         |                  | 23 de mayo de 1976     |           |
| 18         |                  | 30 de mayo de 1976     |           |
| 19         |                  | 6 de junio de 1976     |           |
| 20         |                  | 13 de junio de 1976    |           |
| 21         |                  | 20 de junio de 1976    |           |
| 22         |                  | 27 de junio de 1976    |           |
| 23         |                  | 3 de julio de 1976     |           |
| 24         |                  | 10 de julio de 1976    |           |
| 25         |                  | 17 de julio de 1976    |           |
| 26         |                  | 24 de julio de 1976    |           |

- Datos: Q5289315